# Home Nations Championship 1936
L'Home Nations Championship 1936 (in gallese Pencampwriaeth Rygbi'r Pedair Gwlad 1936) fu la 32ª edizione del torneo annuale di rugby a 15 tra le squadre nazionali di Galles, Inghilterra, Irlanda e Scozia, nonché la 49ª in assoluto considerando anche le edizioni del Cinque Nazioni.
Con una gara d'anticipo sulla fine del torneo, fu il Galles ad aggiudicarsi in solitaria il titolo, battendo alla penultima giornata l'Irlanda e scavalcandola in classifica, rendendo quindi vana all'Inghilterra la vittoria nella Calcutta Cup nel turno successivo che condannò la Scozia al whitewash.
Il valore delle marcature, come stabilito dall’IRFB nel 1905, era: 3 punti per ciascuna meta (5 se trasformata), 3 punti per la realizzazione di ciascun calcio piazzato o mark, 4 punti per la realizzazione di ciascun drop.

## Nazionali partecipanti e sedi
| Squadra     | Città           | Impianto interno      |
| ----------- | --------------- | --------------------- |
| Galles      | Cardiff Swansea | Arms Park St. Helen's |
| Inghilterra | Londra          | Twickenham            |
| Irlanda     | Dublino         | Lansdowne Road        |
| Scozia      | Edimburgo       | Murrayfield           |

## Risultati
| Swansea 18 gennaio 1936 | Galles        | 0 – 0 referto | Inghilterra | St. Helen's (50000 spett.)\| Arbitro: \| Frank Haslett \| |
| Arbitro:                | Frank Haslett |               |             |                                                           |

| Arbitro: | Cyril Gadney |

|        |    |                        |
| Murray | mt | Davey C. Jones Wooller |
|        | tr | Jenkins (2)            |

| Arbitro: | Malcolm Allan |

|              |    |       |
| Bailey Boyle | mt | Sever |

| Arbitro: | Wilf Faull |

|         |      |                |
|         | mt   | McMahon Walker |
| Murdoch | drop | Hewitt         |

| Arbitro: | Cyril Gadney |

|         |    |  |
| Jenkins | mt |  |

| Arbitro: | Harold Phillips |

|                        |      |      |
| Bolton Candler Cranmer | mt   | Shaw |
|                        | tr   | Fyfe |
|                        | c.p. | Fyfe |

## Classifica
| Pos | Squadra     | G | V | N | P | PF | PS | DP  | Pt |
| --- | ----------- | - | - | - | - | -- | -- | --- | -- |
| 1   | Galles      | 3 | 2 | 1 | 0 | 16 | 3  | +13 | 5  |
| 2   | Irlanda     | 3 | 2 | 0 | 1 | 16 | 10 | +6  | 4  |
| 3   | Inghilterra | 3 | 1 | 1 | 1 | 12 | 14 | −2  | 3  |
| 4   | Scozia      | 3 | 0 | 0 | 3 | 15 | 32 | −17 | 0  |